# Mean Machine (álbum de U.D.O.)
Mean Machine es el segundo álbum de estudio de la banda alemana de heavy metal U.D.O., publicado en 1989 por RCA Records. Después de la gira promocional del álbum antecesor, tres miembros de la alineación original dejaron la agrupación y fueron sustituidos por Stefan Schwarzmann (batería), Thomas Smuszynski (bajo) y Andy Susemihl (guitarra). Por otro lado, Udo señaló en una entrevista en 2005 al sitio ruso Dark Side que este disco fue uno de los más difíciles de componer: «Era la primera vez que tenía que escribir con gente diferente y no conocía muy bien sus experiencias como compositores y cosas como esas. Fue muy difícil después de tantos años en Accept». En la misma entrevista señaló que el tema «Sweet Little Child» fue escrita en homenaje a su hija recién nacida Nina.
Una vez que salió a la venta, el disco se convirtió en la primera producción de la banda en ingresar en la lista Media Control Charts de Alemania, consiguiendo el puesto 31.

## Lista de canciones
Todas las canciones fueron escritas por Udo Dirkschneider, Mathias Dieth y Andy Susemihl, a menos que se indique lo contrario.

| N.º | Título                   | Escritor(es) | Duración |  |
| 1.  | «Don't Look Back»        |              | 3:11     |  |
| 2.  | «Break the Rules»        |              | 4:00     |  |
| 3.  | «We're History»          |              | 3:30     |  |
| 4.  | «Painted Love»           |              | 4:57     |  |
| 5.  | «Mean Machine»           |              | 3:53     |  |
| 6.  | «Dirty Boys»             |              | 3:47     |  |
| 7.  | «Streets on Fire»        |              | 3:50     |  |
| 8.  | «Lost Passion»           |              | 4:10     |  |
| 9.  | «Sweet Little Child»     |              | 4:48     |  |
| 10. | «Catch My Fall»          |              | 3:55     |  |
| 11. | «Still in Love with You» | U.D.O.       | 0:49     |  |

| Pistas adicionales en la versión aniversario de 2013 |                               |          |  |
| N.º                                                  | Título                        | Duración |  |
| 12.                                                  | «Break the Rules» (en vivo)   | 4:00     |  |
| 13.                                                  | «Break the Rules» (videoclip) | 3:51     |  |

## Músicos
- Udo Dirkschneider: voz
- Mathias Dieth: guitarra eléctrica
- Andy Susemihl: guitarra eléctrica
- Thomas Smuszynski: bajo
- Stefan Schwarzmann: batería
- Oliver Heuß: piano en «Sweet Little Child» (músico de sesión)